# Riencourt-lès-Bapaume
Riencourt-lès-Bapaume é uma comuna francesa na região administrativa de Altos da França, no departamento de Pas-de-Calais. Estende-se por uma área de 3,41 km². Em 2010 a comuna tinha 34 habitantes (densidade: 10 hab./km²).